# 1964 en architecture
| Années de l'architecture : 1961 - 1962 - 1963 - 1964 - 1965 - 1966 - 1967    |
| Décennies de l'architecture : 1930 - 1940 - 1950 - 1960 - 1970 - 1980 - 1990 |

Cet article présente les faits marquants de l'année 1964 en architecture.

## Réalisations
- 15 juillet : érection de la BT Tower à Londres construite par Eric Bedford et G. R. Yeats.
- Kenzo Tange construit deux stades olympiques pour les jeux de Tōkyō.
- Construction de la Prudential Tower à Boston.
- Construction de la tour du Danube à Vienne.
- Construction de la Fernmeldeturm, tour de communication, à Berlin après trois années de travaux.
- Construction de la Fernmeldeturm, tour de communication d'Ulm-Ermingen, dans le Bade-Wurtemberg.
- Construction de la Erieview Tower dans le centre de Cleveland, dans le cadre de la rénovation urbaine d'Erieview.
- Construction de la tour de Kyōto à Kyōto.
- Construction du musée d'art du comté de Los Angeles par William Pereira.
- Construction de la Casino Tower à Niagara Falls au Canada.
- Construction de la tour Usce à Belgrade. Elle a été bombardée par les tirs de l'OTAN en 1999 et reconstruite en 2004.
- Ouverture du pont Verrazano entre Brooklyn et Staten Island, construit par Othmar Ammann.
- Construction des deux tours de Marina City dans le Loop à Chicago.
- Construction de la bibliothèque communale Arthur Rimbaud.

## Évènements
- du 25 au 31 mai : réunion du IIe Congrès international des architectes et des techniciens des monuments historiques à Venise, qui élabore la charte de Venise.

## Récompenses
- AIA Gold Medal : Pier Luigi Nervi.
- Architecture Firm Award : The Architects Collaborative.
- RAIA Gold Medal : Cobden Parkes.
- Royal Gold Medal : Maxwell Fry.
- Prix de Rome : Bernard Schoebel.

## Naissances
- 15 janvier : Andreas Vogler, architecte et designer suisse.
- Greg Lynn, architecte américain.

## Décès
- 9 mars : Édouard Autant (° 7 janvier 1872) .
- 26 juin : Gerrit Rietveld (° 24 juin 1888).
- Percy Erskine Nobbs (° 1875).